# Sporetus fasciatus
Sporetus fasciatus es una especie de escarabajo longicornio del género Sporetus, tribu Acanthocinini, subfamilia Lamiinae. Fue descrita científicamente por Martins & Monné en 1974.
La especie se mantiene activa durante los meses de marzo, agosto y noviembre.

## Descripción
Mide 8,06-10 milímetros de longitud.

## Distribución
Se distribuye por Brasil, Ecuador, Guayana Francesa y Perú.